# Grabern
Grabern je obec v okresu Hollabrunn v Dolním Rakousku. Rozloha obce je zhruba 31 km², z toho je 7,56 % území zalesněno. Celé území se nachází ve výšce 240 - 260 m n. m. Žije zde přibližně 1 600 obyvatel.

## Poloha
Sídlo se nachází v oblasti Weinviertel.
Obec tvoří pět vesnic (v závorkách uveden počet obyvatel):
- Mittergrabern (312)
- Obergrabern (129)
- Obersteinabrunn (126)
- Schöngrabern (752)
- Windpassing (99)

Místem prochází zemská silnice B2, napojující se na zemskou silnici B303.

## Zajímavosti
Ve vesnici Schöngrabern se nachází farní kostel ze 13. století, unikátní skvost románské architektury. Jeho apsida má bohatou vnější dekorativní výzdobu s výjevy ze Starého a Nového zákona (kamenná Bible). U fary je lapidárium se středověkým zdivem z roku 1473 a cihlovou klenbou z roku 1791, kde je vystavena řada nálezů středověké architektury.